# 김신명숙
김신명숙(본명: 김명숙, 1961년 3월 5일 ~ )은 대한민국의 언론인이다.

## 생애
연세대학교에서 국문학 학사 학위를 받았고 대학 졸업 후에 동아일보 출판국 기자로서 10여 년간 활동했다. 서울대학교 대학원에서 여성학 석사 학위를 받은 후 박사과정을 수료했다. 여성문제를 다룬 책인 《나쁜 여자가 성공한다》를 출간한 이후 페미니즘 활동을 시작했다.
방송 프로그램 진행자로도 활동했다. 2001년 KBS TV에서 생방송 시사교양 프로그램을 진행하기 시작했고 2003년 6월 28일 KBS 1TV 《미디어 포커스》의 진행을 맡았다. 2005년 4월 30일 《미디어 포커스》에서 하차했다. 2006년 10월 SBS 러브FM 《SBS 전망대》의 진행을 맡았다. 2007년 6월17일 정부와 언론계의 갈등 속에서 열려 생중계됐던 '노무현 대통령과 언론인의 대화'에서 사회를 맡기도 했다. 대통령과 언론인의 대화 전문 2000년대에는 잡지 이프의 편집위원과 편집위원장, 이프의 이사이자 편집인이기도 했다.
여성운동가, 작가, 시민사회운동가, 언론인 등의 다양한 활동을 했다. 미스코리아 대회에 대한 비판, 다양한 여성문제, 자유로운 성담론 제시 등 여러 주제에 대해 각종 신문과 잡지에 칼럼을 기고하고 방송 등을 통해 다양한 발언을 했다.
서울대학교 여성학 협동과정에서 처음 배출한 박사학위 취득자 3명 가운데 국내에선 처음으로 ‘여신학’(女神學)으로 박사학위(‘서구 여신담론과 관음여신의 대안 가능성’)를 받았다.

## 학력
- 연세대학교 국문학 학사
- 서울대학교 여성학 석사
- 서울대학교 여성학 박사과정 수료

## 경력
- 동아일보 출판국 기자
- 잡지 이프의 편집위원과 편집위원장
- 웹진 이프의 편집인
- '문화미래 이프' 이사

## 논란
알려진 발언
- 1999년에 김신명숙은 KBS 1TV 《길종섭의 쟁점토론》에 토론 패널로 참여하였다. 이 토론에서 김신명숙은 “국가안보는 군인만의 일이 아니다. 전체국민의 일이다. 안보에는 국민통합이 중요한데 그것을 위해서는 군가산점같은 것으로 여성을 차별해서는 안된다”라고 발언하였다.이후 질문을 받는 순서에서 방청객 중의 한 남성이 “국방은 남자만 하는 것이 아니라고 했죠? 저도 총 대신 책을 잡고 싶었습니다.”라고 발언하는 중에 김신명숙이“그런데요?(그래서 질문이 무엇이죠?)”라고 질문을 촉구한 이후 시간 부족을 이유로 사회자에 의해 발언이 중단되면서 웃음을 지었다. 이것이 "그래서요? 깔깔깔"이란 말로 왜곡이 아니다 김신명숙에 대한 비방이 사이버상에서 오랫동안 지속되었다. (https://www.youtube.com/watch?v=RwKZJh4x0Ao)

이에 대해 김신명숙은 오마이뉴스와의 인터뷰에서 "그 발언의 맥락이 와전되었으며, 급박한 토론 시간에 빨리 질문을 해달라는 뜻에서 '그래서요?'라고 재촉한 것이다"라고 해명하였다. 시간이 모자른걸 인지 하였으면 그래서요?? 라는 질문과 의미없는 독일여군과 한국여군 비교를하며 시간을 더 지체할 필요가 없었다. 만약 여군제대를 했다면 이해가 되는 발언이나, 입대 경험조차 없는 사람이라 나올수 있는 발언이라 이해한다. 그리고 웃음을 터뜨린 것에 대해서는 "나만이 아니라 모든 사람들이 그 상황에서 자연스럽게 (비웃음이 아니라) 웃음을 터뜨렸던 것이다. 라고 굉장히 자기 중심적인 위기모면 능력과 언변이 능통하다..당시 나는 전혀 그 분을 공격하거나 비웃지 않았으며 그럴 의도도 없었다.? 
하지만 당시 그 웃음과 표정은 분명한 상대방에 대한 비웃음이었다 가해자가 그럴의도가 아니라 하면 피해자는 그냥 수긍하고 넘어가야 한다는 논리로 당연하다. 생각하는 사고방식은 그 간의 대인관계 수준과 패턴을 알수있기에 권력이란 무섭다는걸 다시 한번 깨달은 토론이었다..
- 2002년 11월 8일 한겨레, 오마이뉴스에 연재된 칼럼에서 대표적인 고급 주상복합 아파트인 타워 팰리스를 비판하며 "첫눈에 불끈 솟은 남성의 성기를 연상시키는 그것은 생김새부터가 권위적이고 오만하며 끝모르는 지배욕의 구현처럼 보인다"라고 묘사했다. 그리고 "나는 타워 팰리스가 ‘타워 페니스’로 보인다"면서 타워 팰리스를 남성적 권위의 상징으로 비유하였다. 당시 고층 주상복합 아파트로 대표되는 고급 주택이 늘어나기 시작하고, 이것이 부와 신분의 상징으로 고착화되는 것을 지적한 점에서는 긍정적 평가를 얻었다.[5] 그러나 '타워 페니스'라는 과격한 표현에 일부 독자들은 불쾌하다는 반응을 보였으며 이 때문에 네티즌들 사이에서 논쟁이 발생하기도 했다.[6][7]
- 2005년 8월 16일 한겨레21 칼럼에서 '대한민국 사회에서 남자의 알몸(성기)을 어떻게 읽고 있는가'를 분석했다. 이는 지상파 방송에서 인디 밴드 멤버 두 명의 성기가 잠깐 노출된 후 인터넷과 신문·방송을 통해 관련 뉴스와 사람들의 반응이 봇물처럼 쏟아진 것에 대한 해석이기도 했다. 이 칼럼에서 김신명숙은 여자와 남자가 함께 신나게 놀 수 있는 공동의 지점으로 홍익대학교를 지목하기도 했다.[8]
  - 첫 번째 독법은 가장 일반적이고 보수적인 독법으로, 노출된 성기를 음란 퇴폐의 코드로 읽는 것이다.
  - 두 번째 독법은 그들의 알몸(성기)을 폭력의 맥락에서 읽는 것이다.
  - 세 번째 독법은 완전히 차원을 달리해 저항의 코드로 읽는 것이다.
  - 마지막 독법은 당사자들의 발언을 존중해 알몸(성기) 노출을 ‘재미와 흥’으로 읽어내는 것이다.

- 2007년 5월 11일에 가진 오마이뉴스와의 인터뷰에서 서구 페미니즘의 연구 결과를 토대로 성과 관련한 자신의 의견을 개진하였다.[9]
  - "아직도 대부분의 사람들은 삽입 성교만을 온전한 성교로 여기고 있다. 그러나 여성의 입장에서 보면 발기한 페니스가 없어도 다양한 방식으로 성적 만족과 쾌락을 경험할 수 있다."
  - "앞으로 많은 여성들이 성적 욕망을 주체적으로 드러내고 탐구하기 시작하면 우리 사회의 성의식이나 성문화도 많이 바뀌게 될 것이다. 이런 변화는 남자들에게도 해방적이다. 자신의 성적 능력을 페니스하고만 연관시켜 억압받는 남성들이 얼마나 많은가?"
  - "성과 관련해 꼭 얘기하고 싶은 것은 우리 사회의 성이 너무나 왜곡돼 있다는 것이다. '성 활동이 남성 세력의 장소'라고 캐더린 매키넌이 말했듯이 성적인 맥락에서처럼 여성 차별이 극명하게 드러나는 분야도 없다. 대표적인 게 포르노이다. 포르노에서 여성은 인간이 아니라 부위별로 소비되는 성상품에 불과하다. 여성은 일단 성적인 맥락에 포섭되면 무력한 성적 대상물로 전락한다. 여성과 남성 간에 논쟁이 붙으면 남성 측에서 문제가 된 그 이슈를 거론하지 않고 상대 여성을 성적으로 모욕부터 하는 것은 그들이 직감적으로 그런 지배의 맥락을 알고 있기 때문이다."
  - "'남성들에게 사랑받기 위해, 남성의 페니스가 발기하도록 하기 위해, 여성들은 남성보다 무력한 존재가 돼야 한다'라는 캐더린 매키넌의 주장이 있다. 그런 점에서 성에서의 평등이야말로 여성들이 당면한 주요 과제이다."

- 2007년 8월에 펴낸 자신의 저서 《김신명숙의 선택》에서 "시각의 변화와 함께 데이트 강간이나 부부 강간 문제도 새롭게 제기됐지요. 서로 호감을 느껴 만난 사이나 부부관계라고 해서 성적 자기결정권이 무시될 수는 없다."라고 말하며 부부 강간 문제와 성적 자기결정권 문제를 언급하였다.[10] 이후 대한민국에서는 2011년 11월에 '부부 강간죄'를 인정한 세 번째 판결이 있었다.[11] 또 《김신명숙의 선택》에서 양성평등의 맥락에서 군대문제에 대해 이렇게 언급했다. "여자도 군대 가라는 주장과 관련해 얘기하고 싶은 것은 모든 가능성을 열어 놓은 채 다양한 관점에서 토론이 이뤄졌으면 하는 것입니다. 군대문제는 여남간의 문제만이 아닙니다. 국가권력과 개인의 권리간의 문제고 군인의 인격을 몰수해온 폭력적이고 비인간적인 군대문화의 문제이며 '신의 아들'이니 '어둠의 자식'이니 하는 말이 나타내듯 계층간의 문제이기도 합니다....남자도 아이를 잘 키울 수 있듯 여자도 군대에 갈 수 있습니다. 남자가 군대 가는 대신 여자는 사회복무를 할 수도 있겠지요. 또는 여남 모두에게 군복무나 사회복무 중 하나를 선택하게 할 수도 있을 겁니다"

- 2007년 11월에 여성계와 함께 5만 원 권 고액권 도안 인물로 신사임당이 선정되자 한국은행을 겨냥하여 "모자(母子)가 같이 (화폐 도안 인물로) 결정됐다. 충무공 이순신까지 해서 '지갑 안에서 덕수 이씨가 종친회를 하는 것이냐?'고 말하는 사람도 있다. 화폐 인물 선정의 균형성에 문제가 있다."라고 비판하였다.[12][13]

## 인터넷 상의 비판과 대응
김신명숙에 대한 일부 남성들의 비난과 비판은 2000년 군가산점제 찬반 논란을 다룬 KBS 1TV 《길종섭의 쟁점토론》에 패널로 참여해 적극적인 의견을 개진한 때부터였다. 김신명숙은 자신을 비난하는 글에 대하여 누리꾼 1명을 고소한 적도 있었다.
2011년 11월 4일, 김신명숙은 8명의 네티즌을 명예훼손 혐의로 경찰서에 고소했다. 이 고소는 군가산점제, 여성부, 여성 할당 등에 대한 일부 네티즌들의 비난에 대한 무차별적인 대응이었다.
김신명숙이 고소를 결정하게 된 직접적 계기는 2011년 8월 말과 11월 1일에 네이버와 다음 등 주요 포털 사이트에서 자신의 이름이 실시간 검색어 1위를 차지하는 등 이슈가 되고 있는 상황이 일부 네티즌들에 의해 조작됐다고 판단했기 때문이다. 심지어 한 온라인 매체는 그를 비방하는 네티즌들의 근거없는 주장을 바탕으로 오보를 내기도 했다.
사이버스토킹에 대해 김신명숙은 다음과 같이 말했다.
가해자들이 막연히 남자 대학생이거나 예비역일 것이라 생각했다. 그러나 3~4년 전 아이디를 추적해 잡고 보니 어린 남자 고등학생이어서 일순간 충격에 빠졌다. 그가 울먹이며 ‘잘못했다고 사죄해, 어린 학생의 앞길을 생각해 훈방조치토록 했다. 그러나, 98년 이후 군대 관련 토론회엔 거의 나간 적이 없는데도 이후에도 나에 대한 온라인상의 비방이 계속되고 심지어 아무 이유 없이 급상승 검색어 1위까지 올라가는 등 인간 ‘김신명숙’에 대한 조작이 도를 넘어 더 이상 방관할 수 없었다. 특히 이런 사태 이면엔 한 포털 사이트에 올라온 '김신명숙 망언어록'을 중심으로 악의적으로 조작된 내용들이 급속도로 유포되고 있는 것이 주요 원인이라고 추측하고 있다.

## 저서
- 《나쁜 여자가 성공한다》(동아일보사, 1996년) ISBN 8970901132
- 《미스코리아 대회를 폭파하라》(이프, 1999년) ISBN 8995040904
- 《허난설헌 1》(금토, 1999년) ISBN 898690313X
- 《허난설헌 2》(금토, 1999년) ISBN 8986903148
- 《김신명숙의 선택》(이프, 2007년) ISBN 9788990546173
- 《여신을 찾아서》(판미동, 2018년) ISBN 9791158883805

## 같이 보기
- 이희호
- 오한숙희
- 고은광순
- 신정모라
- 한명숙
- 남윤인순
- 유시주
- 유숙열
- 문화미래 이프